# Zentner
Zentner (von lat. centum „hundert“) ist eine alte Gewichtseinheit von in der Regel 100 Basisgewichtseinheiten (meist Pfund, später auch Kilogramm). Ihm entspricht in manchen Ländern das Quintal.
Die Abkürzung für Zentner ist Ztr., eine alte Schreibweise ist Ctr.

## Gegenwart und jüngere Vergangenheit
In Deutschland versteht man darunter die Definition des ehemaligen Deutschen Zollvereins ab 1858, d. h. 100 Pfund zu je 500 Gramm. Ein Zentner sind nach diesem Verständnis 50 kg.
In der Schweiz sowie einigen anderen Ländern wie Italien, Russland, Polen, Slowakei, Tschechien, Ukraine, Ungarn, Belarus und Estland wurde oder wird hingegen inoffiziell und zum Teil auch in amtlichen Verlautbarungen der (Meter-)Zentner oder das (neue) französische Quintal (q) von 100 kg verwendet.
In Österreich ist der Zentner mit dem Einheitenzeichen q durch Gesetz vom 5. Juli 1950 als gesetzliches Maß eingeführt und dabei als 100 Kilogramm definiert worden; er durfte bis zum 31. Dezember 1977 als gesetzliches Maß verwendet werden. In Deutschland wird das entsprechende Gewicht von 100 kg dagegen Doppelzentner genannt. Man kann 100 kg = 1 dz (Doppelzentner) aber auch als eine Dezitonne, kurz 1 dt, bezeichnen.
Das englische hundredweight wird häufig ebenfalls zu „Zentner“ übersetzt. Es misst entweder 45,359237 kg (short zu 100 pound, USA, auch cental genannt) oder 50,80234544 kg (long zu 112 pound, GB).
Der spanische Quintal findet bis heute in Lateinamerika Verwendung und entspricht 100 kastilischen Pfund (46 kg).

## Geschichte
Vor dem Deutschen Zollverein hatten die meisten deutschen Länder eigene Zentner zu 100 Pfund:
- Braunschweig: 46,77 kg
- Sachsen: 51,4 kg
- Preußen: 51,45 kg zu 110 Pfund
- Bayern (ab 1811), Österreich (in Folge, und trat nicht dem Zollverein bei): 56 kg

Einige Länder wie Baden (1810), Hessen (1821), Württemberg und die Schweiz (1835) hatten unter napoleonischem Einfluss schon früher auf 50 kg (100 Pfund zu 500 g) umgestellt. In der Folge entspricht noch heute 1 Zentner (Ztr.) in Deutschland 50 kg.
In Italien, Österreich-Ungarn (und damit heute in Österreich, in der Slowakei und in Tschechien), in der Schweiz und in der Sowjetunion (und damit heute in Russland und der Ukraine) bürgerte sich nach der Einführung des metrischen Systems der Zentner zu 100 Kilogramm ein („Doppelzentner“).
Der Hüttenzentner in Hüttenwerken schwankte zwischen 114 und 118 Pfund.
Das katalanische Maß, das Handelsgewicht, hatte:
- 1 Quintal = 4 Arrobas = 100 Libras = 46,01423 Kilogramm
- 1 Quintal macho (großer Zentner) = 6 Arrobas = 150 Libras = 69,021345 Kilogramm
- 20 Quintal = 1 Tonelada/Schiffslast
- Aragon: 1 Quintal = 4 Arrobas = 114 Libras = 49,6946 Kilogramm
- Provinz Valencia: 1 Quintal grueso (schwerer Qu.) = 4 Arrobas = 144 Libretas = 51,2976 Kilogramm[3]
- Provinz Valencia: 1 Quintal sutil = 4 Arrobas = 120 Libretas = 42,748 Kilogramm
- Toulon: 1 Quintal = 3 Quintaux = 1 Charge/Last[4]
- Straßburg: 1 Quintal = 49,96 Kilogramm[5]
- Buenos Aires: 1 Quintal = 4 Arrobas 100 Libras = 45,9367 Kilogramm[6]
- Smyrna: 1 Quintal/Cantaro/Kintal/Kantar = 45 Oke = 57,823 Kilogramm[7]